# تاو گاوران
تاو گاوران یک ستاره است که در صورت فلکی گاوران قرار دارد. این ستاره‌ از سامانه ما ۵۱ سال نوری دور است. این ستاره یک ستاره از سامانه دوتایی است. و پژوهش‌ها نشان داده یک سیاره پیرامون ستاره نخست همان تاو گاوران می‌چرخد.